# Aiden Aslin
Aiden Aslin es un militar ucraniano de origen británico, radicado en Ucrania, capturado por las Fuerzas Armadas de Rusia durante la invasión rusa de Ucrania de 2022 en el sitio de Mariúpol; anteriormente había luchado con las milicias kurdas del YPG en Rojava, durante la Guerra Civil Siria, siendo arrestado en 2017 a su regreso al Reino Unido bajo sospecha de actos de terrorismo.
La Cancillería del Reino Unido y las Naciones Unidas lo consideran un prisionero de guerra.

## Condena
El pasado 9 de junio de 2022, el Tribunal Supremo de la República Popular de Donetsk emitió un fallo que sentencia a muerte a Aiden Aslin por actividades subversivas, aceptando todos los cargos presentados en su contra.